# Miroslav Škeřík
Miroslav Škeřík, né le 14 octobre 1924, à Kosice, en Tchécoslovaquie et décédé le 11 janvier 2013, à Prague, en République tchèque, est un ancien joueur tchécoslovaque de basket-ball.

## Palmarès
- Finaliste du championnat d'Europe 1951, 1955, 1959
- 3e du championnat d'Europe 1957
- Meilleur marqueur du championnat d'Europe 1955